# Aikya
Il Team Aikya è un club sportivo di kickboxing, attualmente Campione d'Italia.

## Origine
Il Team Aikya viene fondato a Palermo dall'atleta e maestro di aikya Gianpaolo Calajò, già campione mondiale.
Il team è attualmente Campione d'Italia. Nell'edizione 2009 dei Campionati Italiani F.I.KB di Fiuggi, del 17, 18 e 19 aprile, il Team guidato da Gianpaolo Calajò ha infatti consolidato il successo dell'anno precedente, riconfermandosi come migliore team italiano di kickboxing, vincendo la gara a squadre.
Fanno parte del Team Aikya oltre 200 atleti, fra cui numerosi titolari della nazionale italiana kickboxing e campioni italiani.

## Aikya e la United School
La United school nasce da un'idea di quattro maestri: Andrea Lucchese, Francesco De Luca, Marco Hodl e Gianpaolo Calajò. Si tratta di un network di club e team di kickboxing italiani che condividono simili metodi di insegnamento e approccio sportivo alla disciplina del kickboxing.

## Aikya e la Nazionale Italiana
Del club sportivo Aikya fanno parte numerosi atleti della nazionale kickboxing, fra i quali Gregorio Di Leo, Marco Benanti e Luisa Gullotti. Gianpaolo Calajò è stato inoltre per alcuni anni il coach della nazionale italiana juniores di kickboxing.